# Astragalus fedtschenkoanus
Astragalus fedtschenkoanus es una especie de planta del género Astragalus, de la familia de las leguminosas, orden Fabales.

## Distribución
Astragalus fedtschenkoanus se distribuye por Kazajistán (Chimkent, Taldy-Kurgan) y Tayikistán.

## Taxonomía
Fue descrita científicamente por Lipsky. Fue publicada en Trudy Imp. S.-Peterburgsk. Bot. Sada 26: 192 (1910).